# María Guadalupe Cuenca

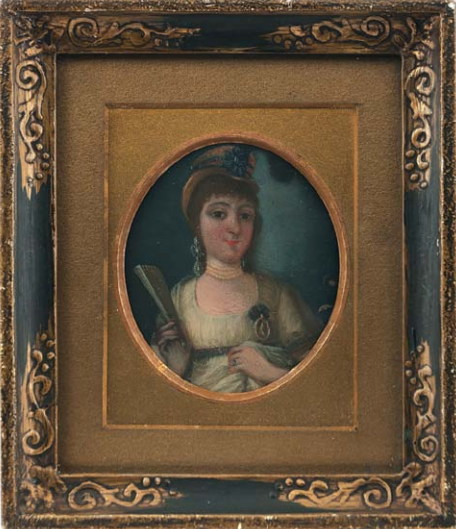
Miniatura de Maria Guadalupe Cuenca, 1804,

María Guadalupe Cuenca de Moreno (1790; Chuquisaca, Bolivia - 1 de septiembre de 1854; Buenos Aires) fue la esposa de Mariano Moreno. Se conocieron mientras Moreno estudiaba abogacía en Bolivia. 
Tuvieron un hijo en conjunto al que llamaron como su padre, Mariano. María nunca fue informada de la muerte de Moreno en altamar. Mientras esperaba noticias de su marido, le escribió una serie de cartas que le fueron devueltas sin abrir. Enrique Williams Álzaga las compiló luego en un libro llamado Cartas que nunca llegaron.
Tras la muerte de su marido, le pidió una pensión al Triunvirato, que acordó darle una pensión de 30 pesos. Y luego fallece el 1 de noviembre de 1854